# مهرجان اللوز
يقام مهرجان اللوز (أو موسم اللوز) كل عام في تافراوت، في الأطلس الصغير بالمغرب. المهرجان مُكرّس لتعزيز التراث المحلي.
يقام كل عام في شهر مارس، منذ عام 2010.

## التاريخ
بعد فترة من الجفاف، قرّرت جمعية «لوز تافراوت» إحياء الموسم بعد عقدين من الغياب، بالتعاون مع الجماعة القروية لتافراوت، ووزارة الفلاحة والصيد البحرية،  بالإضافة إلى المجلس الإقليمي لجهة سوس ماسة درعة.
تتمثل فكرة الجمعية في الترويج للمنتجات المحلية وترسيخ اقتصاد التضامن المحلي.
أهداف المهرجان متعددة:
- السماح بتطوير أراضي شجرة اللوز، من خلال إعادة إطلاق القطاعات التجارية المفقودة؛
- تعزيز تراث الأطلس الصغير؛
- تحسين الظروف الاجتماعية والاقتصادية للسكان المحليين؛
- إحياء تقليد ثقافي موروث من خلال دعوة الفنانين؛
- الترويج للسياحة في المنطقة، التي لا تخدمها البنية التحتية للطرق بشكل جيد.[2]

وبحسب الجمعية فإن نجاح السنوات الماضية يشكل دافعا إضافيا لمواصلة المهرجان وإثرائه.

## التنظيم
يتم تنظيم معرض للمنتجات المحلية في البرنامج كل عام.
منذ عام 2011، تتواجد العديد من التعاونيات الإقليمية وتقدم عينة كبيرة من المنتجات (زيت الأركان، الصبار، العسل، الزعفران، الحناء، محار مدينة الداخلة، جبن الإبل، النباتات العطرية، ماء ورد دادس، التمر)، إضافة إلى خبراتهم.
خلال الدورات المختلفة، يتم تنظيم موائد مستديرة ومناقشات حول الفاعلين الاقتصاديين والمُتخصّصين من أجل إعادة إطلاق قطاع السوق الراكد.
في الوقت نفسه، تم إطلاق العديد من المشاريع على هامش الدورات السابقة، مثل تطوير وتجهيز مزارع شجر اللوز والزيتون، وكذلك تطوير المسارات الريفية. على سبيل المثال، فبعد هذه المبادرة، تم إنشاء مزرعة من 8000 شجرة في عام 2010.
كما توجد أنشطة ثقافية (نحت أو رسم أو ورش عمل فنية) وحفلات موسيقية مسائية. في عام 2011، تم تنظيم معرض فني بصري من قبل جمعية لوز تافراوت حول موضوع "المرأة وعلاقتها باللوز.
تمت دعوة العديد من المجموعات والفنانين المحليين، بالإضافة إلى مطربين عالميين، مثل إدير وزهرة هندي.